# By Any Means
By Any Means (букв. «Любыми средствами») — будущий американский исторический криминальный триллер режиссёра Элеганса Брэттона. Главные роли в фильме исполнили Марк Уолберг, Яхья Абдул-Матин II, Николь Бехари, Джанкарло Эспозито, Джош Лукас и Дэвид Стрэтэйрн.

## Сюжет
Киллер мафии, который был неофициально нанят ФБР и молодой агент объединяются, чтобы расследовать убийства лидеров движения за гражданские права в Миссисипи в 1966 году.

## В ролях
- Марк Уолберг — Грегори Скарпа
- Яхья Абдул-Матин II
- Николь Бехари
- Джанкарло Эспозито — Вернон Дамер[англ.]
- Джош Лукас
- Дэвид Стрэтэйрн
- Итан Эмбри
- Лиза Гэй Хэмилтон
- LaChanze

## Производство
Фильм снят режиссером Элегансом Браттоном и спродюсирован компаниями Hammerstone Studios, Thunder Road, Freedom Principle и North.Five.Six. Сюжет фильма основан на сценарии из «Чёрного списка» за авторством Саши Пенна и Теодора Витчера. Алекс Лебовичи выступает продюсером от Hammerstone Studios, а также Бэзил Иваник и Эрика Ли от Thunder Road Films, Честер Алгернал Гордон от Freedom Principle, Стивен Левинсон и Марк Уолберг от Closest to the Hole Production banner. Уолберг также исполнит главную роль, первоначально вместе со Стерлингом К. Брауном. В феврале 2025 года Яхья Абдул-Матин II присоединился к актёрскому составу, заменив Брауна, из-за конфликтов в расписании съёмок.
Основные съёмки начались 15 апреля 2025 года в Атланте. В апреле к актёрскому составу присоединились Николь Бехари, Джанкарло Эспозито, Джош Лукас, Дэвид Стрэтхерн, Итан Эмбри, Лиза Гэй Хэмилтон и ЛаШанзе.